# Dhammayangyi-Tempel
Koordinaten: 21° 9′ 33,3″ N, 94° 52′ 16″ O

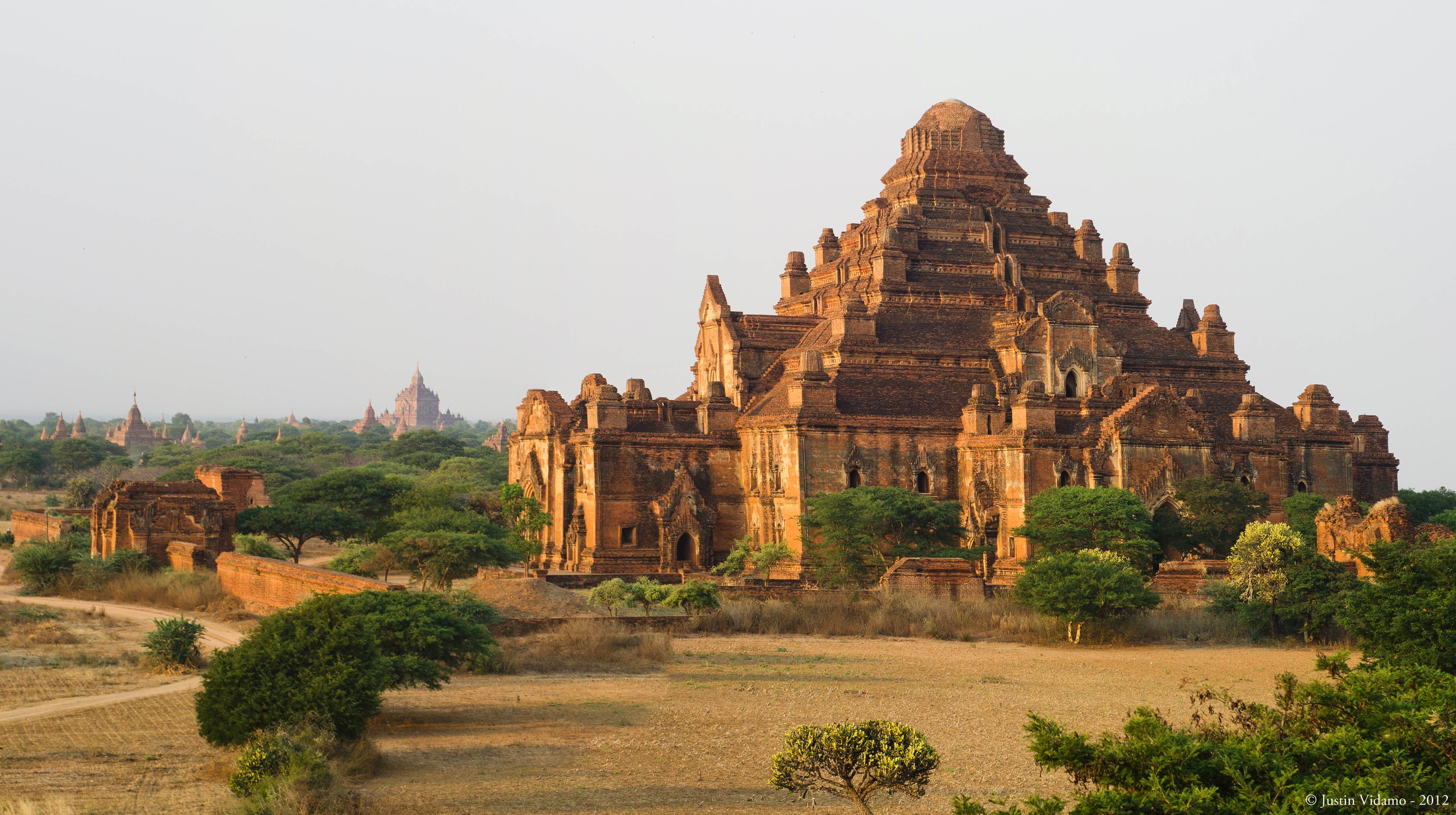
Gesamtansicht des Dhammayangyi-Tempels

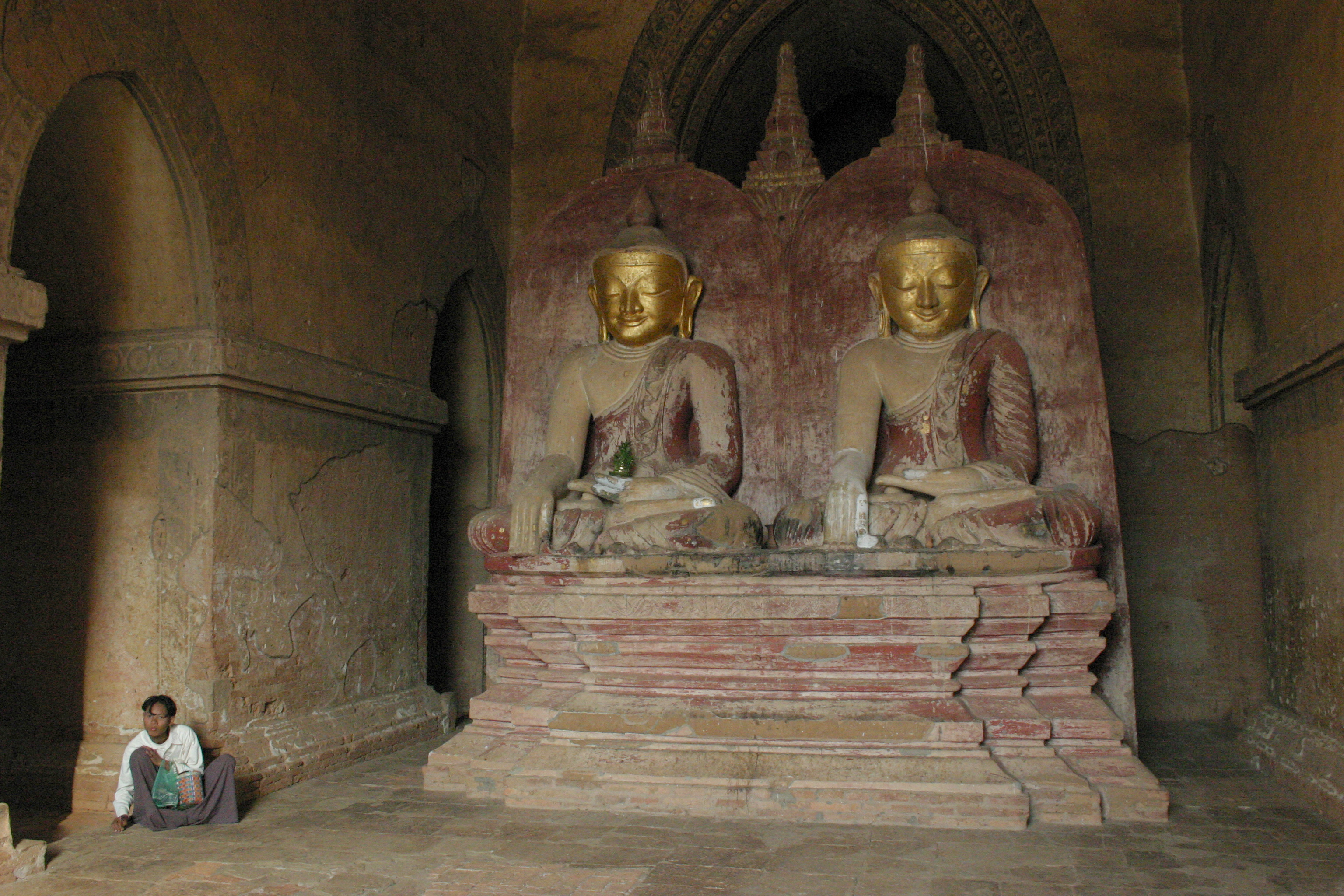
Buddhas in der westlichen Vorhalle

Der Dhammayangyi-Tempel in Bagan wurde unter König Narathu um 1170 als Sühne für die Ermordung seines Vaters Alaungsithu gebaut und ähnelt in seiner Architektur stark dem Ananda-Tempel. Er liegt etwa einen Kilometer südöstlich von Alt-Bagan.
Der Tempelgrundriss entspricht einem griechischen Kreuz. Die Dachflächen und Terrassen auf dem zentralen einstöckigen Quader sind stark geneigt, so dass der Eindruck einer Pyramide entsteht. In den vier Haupthimmelsrichtungen sind Eingangshallen vorgebaut. Das Mauerwerk ist von bester Qualität. Der als grausam geltende Bauherr Narathu ließ, so berichtet die Legende, die Maurer hinrichten, wenn es ihm gelang, eine Nadel zwischen die Backsteine zu zwängen.
Der innere der beiden Umgänge ist vermauert. In der westlichen Vorhalle sitzen zwei Buddha-Statuen nebeneinander. Möglicherweise ist hier der historische Buddha Siddharta Gautama zusammen mit dem künftigen fünften Buddha Metteya dargestellt.